# Wolfgang Rachholz
Wolfgang Rachholz, genannt „Putzer“ (* 4. Juni 1934; † 29. Mai 2010), war ein deutscher Fußballspieler.
Rachholz spielte von 1952 bis 1964 als Läufer bei der BSG Turbine Magdeburg.
Er absolvierte etliche Bezirks- und DDR-Ligaspiele. Später war er als Trainer beim TuS 1860 Magdeburg-Neustadt, danach bei der BSG Motor Süd Magdeburg und zuletzt ab 1999 als Übungsleiter der zweiten Mannschaft des 1. FC Magdeburg tätig.
Rachholz starb infolge eines schweren Unfalls kurz vor seinem 76. Geburtstag.

## Rezeption
Der Buchbeschreibung von Bernd Gottschalcks Buch Das Magdeburger Wunder in Rotterdam: Fussball-Geschichte des 1. FC Magdeburg von 1947–1999 ist zu entnehmen:

„[…] Die großartigen Leistungen im Männerbereich wurden fast ausschließlich rund um Magdeburg erreicht. Dafür standen glänzende Trainer und Übungsleiter bereit wie z. B. Kurt Holke, Heinz Krügel, Hans Kapitza, Rolf Retschlag, Wolfgang Dyr, Horst Ruddat oder `Putzer' Rachholz und Martin Hoffmann.“